# Макинцян, Погос Мкртычевич
Погос Мкртычевич  (Павел Никитич) Макинцян (арм. Պողոս Մկրտչի Մակինցյան; 24 апреля 1884, с. Ашагы-Айлис, Эриванская губерния, Российская империя — 14 апреля 1938, Ереван, Армянская ССР, СССР) — советский армянский партийный и государственный деятель, литературный критик, переводчик, публицист; заместитель председателя Совета Народных Комиссаров Советской Армении (1920).

## Биография
Родился в семье садовода.
Окончил Лазаревскую академию, в 1913 г. — историко-филологический факультет Московского университета, продолжил обучение в Германии, где  изучал немецкий, французский, итальянский, испанский, арабский и турецкий языки. По возвращении в Армению преподавал в эчмиадзинской Геворгяновской академии и Ереванской епархиальной школе.
В 1918—1920 гг. работал в наркоматах РСФСР по национальным делам и просвещению. В 1919 г. — заведующий отделом просвещения национальных меньшинств. В 1919—1920 гг. — заведующий литературным бюро и сотрудник бюро печати при ВЧК, первый историк ВЧК, под его редакцией в Госиздате была опубликована «Красная книга ВЧК». Был членом ЦК Компартии большевиков Армении, членом ЦИК Армянской ССР всех созывов, членом ЦИК Закавказской Федерации.
С 1921 г. — в Советской Армении:
- апрель-сентябрь 1920 г. — нарком внутренних дел,
- 1921 г. — нарком просвещения.

В 1922—1924 гг. на дипломатической работе в Константинополе, в 1925—1927 гг. — в Милане и Париже. В последние годы жизни был учёным секретарём Закавказского филиала Академии Наук.
В 1938 г. был обвинён в контрреволюционной деятельности, осуждён к высшей мере наказания. В 1955 г. был реабилитирован.

## Литературное творчество
Как литературовед исследовал литературное наследие Туманяна, Исаакяна, Терьяна.
В 1910—1912 гг. в Москве вместе с В.Терьяном и другими авторами составил и редактировал три тома альманаха  «Весна». В 1912 г. в монографии «Черты лица» опубликовал исследования, посвящённые О.Туманяну и А.Исаакяну. При издании «Сборника армянской литературы» (1916) сотрудничал с В.Терьяном и М.Горьким, написал предисловие («Обзор армянской литературы»). Один из создателей антологии «Поэзия Армении» под редакцией В. Брюсова.
Перевёл на армянский язык не только сочинения К. Маркса и Ф. Энгельса, а также «Дон Кихот» Сервантеса, «Борис Годунов» Пушкина, «Игрок» Достоевского.
Автор статей о Горьком, Блоке, Брюсове и многих других мастерах слова.
Выступил составителем первого научного издания произведений Ваана Терьяна.